# اگزمستان
اگزمستان (انگلیسی: Exemestane) دارویی است که برای درمان سرطان سینه به کار می‌رود. این دارو عضوی از دسته آنتی‌استروژن‌هایی است که به عنوان مهارکننده‌های آروماتاز شناخته می‌شوند. برخی از سرطان‌های سینه برای رشد به استروژن نیاز دارند. این سرطان‌ها گیرنده‌های استروژن (ERs) دارند و ER مثبت نامیده می‌شوند. آنها همچنین ممکن است حساس به استروژن، حساس به هورمون یا گیرنده هورمون مثبت نامیده شوند. آروماتاز آنزیمی است که استروژن را سنتز می‌کند. مهارکننده های آروماتاز سنتز استروژن را مسدود می‌کنند که این مورد باعث کاهش سطح استروژن و کاهش پیشرفت سرطان‌ها می‌شود.

## عوارض جانبی
شایع ترین عوارض جانبی (بیش از ۱۰٪ بیماران) گرگرفتگی و تعریق است که با کمبود استروژن در اثر اگزمستان ایجاد می‌شود و همچنین بی خوابی، سردرد و درد مفاصل است. حالت تهوع و خستگی عمدتاً در بیماران مبتلا به سرطان پستان پیشرفته دیده می‌شود.
کاهش گهگاهی در لنفوسیت‌ها در تقریباً ۲۰٪ از بیمارانی که این دارو را دریافت می‌کنند، دیده شده است، به ویژه در بیمارانی که از قبل لنفوپنی داشتند.
اگزمستان دارای خواص آندروژنی مشابه با فورمستان است و می تواند عوارض جانبی آندروژنی مانند آکنه و افزایش وزن ایجاد کند، اگرچه این دوزها معمولاً با دوزهای فوق درمانی دارو مرتبط هستند.